# كنيسة الشهيد القديس يوحنا (العراق)
كنيسة الشهيد القديس يوحنا كنيسة في العراق تقع  في وادي الفرات الأوسط، وتعد من الكنائس الأثرية

## أكتشافها
تقع منطقة جرابلس في حوض الفرات الأوسط، وهناك على الضفة اليسرى لمجرى نهر الفرات، على بعد 2 كم جنوب شرق قرية النبغة التابعة لناحية الغندورة يوجد مرتفع، كشف فيه فريق سوري تابع لمديرية آثار ومتاحف حلب بقيادة الأثاري د.يوسف كنجو في عام 2007 عن آثار دير سرياني يعود تاريخه إلى بدايات القرن الخامس للميلاد.
ويحتوي على أرضية فيسيفساء بطول 9.45م(شرق غرب) وعرض 5م (شمال جنوب). محاطة بأساسات جدران عرضها 75سم وما تبقى من ارتفاعها يصل إلى 50سم.
يمكن تقسيم أرضية الفسيفساء هذه إلى:
1.  الإطار: يحيط بالأرضية من ثلاث جوانب، وهو عبارة عن مستطيلات داخلها تزيينات هندسية ونباتية.
2.  قسم شرقي: قياس 2.60×3.80م، مؤلف من مشاهد حيوانية ونباتية، تشمل رقعتين متراكبتين محاطة بالنباتات، تنقسم كل رقعة إلى جزأين بواسطة شجرة مركزية، فتنقسم بذلك المساحة المستطيلة إلى أربع لوحات ثانوية تضم كل واحدة مشهد مختلف.
3.  قسم غربي: قياس 5.40م×3.80م، عبارة عن تشكيلات هندسية، مثمنات كبيرة محاطة بمربعات ومعينات صغيرة، أما فراغات هذه الأشكال الهندسية فقد ملئت بتزيينات نباتية وهندسية.
يتضح أن بعض العناصر الزخرفية قد رمم على مرحلتين: في المرحلة الأولى بعدما طمست المشاهد الحيوانية فأعيد ترميها كما استخدمت بعض المكعبات الحجرية السابقة لتشكيل زخارف نباتية جديدة عوضا عن المشاهد الحيوانية السابقة. أما في المرحلة الثانية فقد استخدمت فيها مكعبات أكبر حجما لترميم أجزاء ضمن الإطار التزييني المحيط باللوحة، لكن لم يراع في هذا الترميم أي طابع زخرفي أو تشكيل ينسجم مع الفن السائد.
يبدو أن خيال الفنان المبدع قد حاكى دقة الصانع الماهر في إخراج هذه الفسيفساء، حيث تناغمت التقسيمات الهندسية المتناظرة والمتساوية تقريباً، مع غنى الأشكال المنفذة داخلها من هندسية وحيوانية ونباتية، وزادها جمال الخلفيات اللونية وتناظرها أيضاً لاسيما في الإطارات، يجدر الإشارة أن الطيور والحيوانات قد لحق بها ضرر كبير ربما من أعداء الأيقونات في ذلك العهد.
الكتابة السريانية:
تقع في أقصى القسم الشرقي من الأرضية وتتوضع على طرفي الدرج الذي يقسمها إلى قسمين (الأيمن: 109.5×55سم، الأيسر: 105×53سم) مدونة بخط أسود على خلفية بيضاء بخط اسطرنجيلي بحجم وسطي4.5سم. تعتبر إحدى أقدم الكتابات السريانية وترجع بتأريخها إلى العام 407/406 م الموازي لـ 718 سلوقية آنذاك.
ترجمة النص السرياني:
في سنة سبع مئة وثمانية عشر.... كانت أرضية كنيسة الشهيد هذه القائمة في القديس يوحنا قد كسيت بالفسيفساء. وفي أيام رئيس الدير، مار برنابا، بدأنا في كنيسة الشهيد هذه وفي أيام رئيس الدير ماريس، أنهينا العمل. أيها الرب تذكر، في الملكوت الشماس ثيودوتوس والشماس قوزما والفسيفسائي نوح ويوحنا، الذين تكبدوا العناء من أجل إلهنا والذين وضعوا فسيفساء هذا البيت حتى يصلي من أجلهم كل من يقرأ هذا التكريس
.إعداد: سيمون يعقوب